# Окрема Запорізька дивізія (Українська Держава)
Окрема Запорізька дивізія (О. З.д.) — військове з'єднання збройних сил Української Держави під час української революції та радянсько-української війни.
Після початку антигетьманського повстання 16 листопада 1918 року з тієї частини особового складу, яка перейшла на бік Директорії, було сформовано Запорізький корпус.

## Історія
В березні 1918 року імперські німецькі й імперські австро-угорські війська (більше 230 тисяч осіб) маючи в свої бойових порядках військові формування Армії УНР просувалися через Лівобережну Україну витісняючи більшовицькі загони та Червону армію.
На початку березня, після звільнення Києва від більшовиків, після 2-3 березня, Окремий Запорізький загін було переформовано на Запорізьку дивізію, Командувачем дивізії призначено Костянтин Прісовський.
3 березня командиром 2-го Запорізького кінного полку Запорізької дивізії УНР[джерело?] було призначено П. Ф. Болбочана.
8-16 березня Окрема Запорізька дивізія вела бої з більшовицькими військами за залізничні станції Яготин, Гребінка, Лубни, але тепер вже без участі С. В. Петлюри і його гайдамаків.
12 березня полковник В. М. Сварика призначений інспектором артилерії «О. З.д.».
В кінці березня після звільнення Харкова Запорізька дивізія від напливу добровольців була розгорнута в Запорізький корпус. Командувачем корпусу було призначено генерала Олександра Натієва.
7 квітня німецькі й українські війська зайшли в Харків, розбивши більшовицьку 2-гу Особливу армію, після чого німці рушили на схід до м. Куп'янськ (повітове місто Куп'янського повіту Харківської губернії) й до кордону УНР та Радянської Росії на північ до Білгородського повіту Курської губернії (повітове місто Білгород).
Після гетьманського перевороту Запорізький корпус було знову згорнуто в Окрему запорізьку дивізію.
Після приходу до влади 29 квітня 1918 року гетьмана П. Скоропадского почалося створення Української Держави і її структур, серед яких були й збройні сили. Німецько-Австрійське командування взяло під свій контроль формування українських військових частин, була розформована Синьожупанна дивізія, роззброєно Січових Стрільців. Проте було прийнято рішення залишити в складі армії Української Держави вісім корпусів, Окрему Запорізьку дивізію й інші з'єднання та частини.
Склад дивізії:
- Управління дивізії

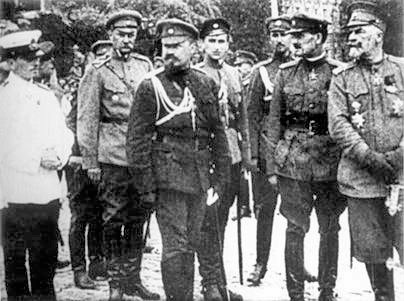
Службовці військового міністерства Української Держави — полковник Микола Лаврентійович Максимів (крайній зліва, у білій формі) і військовий міністр генеральний бунчужний Олександр Францевич Рогоза (крайній праворуч).

- 1-й Запорізький імені гетьмана П. Дорошенка піхотний полк
- 2-й Запорізький піхотний полк. Командир полковник П. Ф. Болбочан.

- Командир 10-ї сотні 3-го Січового куреня 2-го Запорізького полку полковник І. В. Роґульський (полк укомплектований галичанами-січовиками; існував квітень-вересень 1918).

- 3-й Запорізький імені гетьмана Б. Хмельницького піхотний полк. Командир полковник О. Шаповал.
- 3-й Гайдамацький піхотний полк. Командир О. І. Волох в квітні — липні 1918.
- 1-й Запорізький імені кошового Костя Гордієнка полк кінних гайдамаків. Командир полковник В. М. Петрів в квітні-червні 1918.
- Кінно-гайдамацький курінь імені Кармелюка знаходився в Харкові. Однією з сотень командував Н. Троцький. Після 29 квітня курінь увійшов до складу «О. З.д.».
- Та інші полки.

Полки дивізії комплектувалися офіцерами, які раніше служили в Російській імператорській армії й Революційній армії вільної Росії.
Начальником оперативного відділу штабу дивізії призначено сотника О. О. Шпилинського.

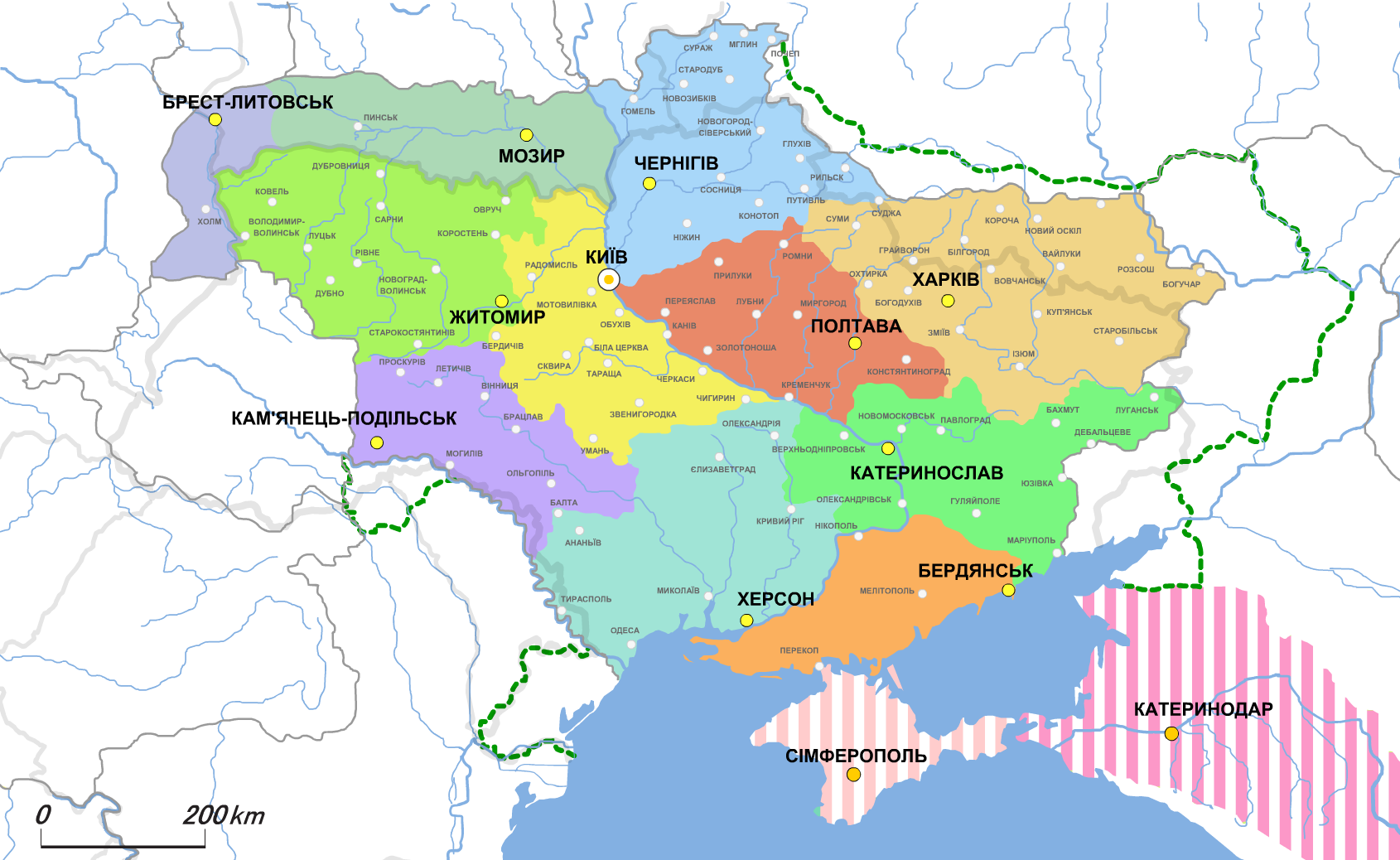
Адміністративно-територіальний поділ. Зелена пунктирна лінія — територіальні претензії за переважністю українського населення.

30 травня уряд видав Закон яким була затверджена Присяга на вірність Українській Державі, й Закон про військову підсудність.
2 червня командиром «О. З.д.» призначено В. В. Сікевич (був командиром дивізії 2.6-10.7.1918).
8 червня начальником штабу «О. З.д.» призначено полковника І. Ф. Церетелі.
В червні-жовтні «О. З.д.» знаходився на східному державному кордоні в Слов'яносербському повіті Катеринославської губернія, повітове місто Луганськ. Знайдене поховання вояків дивізії в с. Можняківка, Луганська область.
24 липня Рада міністрів Української Держави прийняла Закон про загальний військовий обов'язок й затвердив План організації війська, підготовлений Генеральним штабом, основою якого повинні були стати 8 корпусів-округ. Формувалися вони за територіальним принципом. В Харківській губернії — 7-й Харківський корпус. Управління корпусу становило управління військової округи й відповідно командувач корпусу мав права командувача військової округи.
1 серпня затверджено Закон про політично-правове становище службовців Військового відомства, який забороняв їм перебувати й брати участь в роботі будь-яких гуртків, товариств, партій, союзів, комітетів й інших організацій політичного спрямування.
21 жовтня командиру 1-го Запорізького імені гетьмана П. Дорошенка полку штабс-капітану О. О. Загродському надано військове звання сотник.
11 листопада завершилася Перша світова війна. Німецька імперія припинила своє існування в результаті Листопадової революції й повинна була вивести свої війська з окупованих територій. Для уряду Української Держави це віщувало послаблення влади.
Послабленням німців й відповідно Української Держави скористалися опоненти гетьмана П. П. Скоропадського, які проголосили в ніч з 13 на 14 листопада в Білій Церкві Директорію з метою повалення влади німецького командування й уряду. Директорія складалася з п'яти членів, а головою було обрано В. К. Винниченко.
14 листопада гетьман П. П. Скоропадський проголосив «Федеративну Грамоту», яким він зобов'язувався об'єднати Україну з майбутньою (небільшовицькою) російською державою.
В ніч з 15 на 16 листопада 2-й Запорізький полк здійснив у Харкові переворот: губернський староста й командування 7-го Харківського корпусу були відсторонені від влади. Арешт командувача корпусу генерала А. Лігнау й роззброєння кадрових частин, які перебували в місті провів командир кінної сотні 2-го Запорізького полку сотник Петро Дяченко. Арешт і роззброєння сталося без будь-якого спротиву з боку старшин.
16 листопада почалося повстання, яке було підтримане частиною військ Української Держави під командуванням С. В. Петлюри, яке очолила Директорія УНР проти уряду Української Держави. Українська революція змітала ще одну владу.
У війську стався розкол і почалася «Українська громадянська війна 16 листопада — 14 грудня 1918». Розколу зазнало й Військове міністерство.
Командний та особовий склад окрім охорони східного державного кордону в Слов'яносербському повіті Катеринославської губернія взяв участь ще й у політичному протистоянні.
Командир 1-го Запорізького імені гетьмана П. Дорошенка полку сотник О. О. Загродський активно підтримав повстання проти уряду Української Держави й перейшов на бік повсталих. З 16 листопада 1918 він призначений командиром вже Запорізької дивізії військ Директорії, які перебували в Харківській губернії. Особовий склад «О. З.д.» постав перед вибором сторони. З тієї частини особового складу, яка перейшла на бік Директорії було сформовано Запорізький корпус.

## Командування
- Начальники дивізії:

- В. В Сікевич (2.6-10.7.1918).
- Сікевич В. В. З 01.04.1918 командир 3-го Гайдамацького полку Окремої Запорізької дивізії армії УНР. З 2.04.1918 начальник Слов'янської групи Окремої Запорізької дивізії, брав участь в боях з більшовицькими військами у вугільному Донецькому басейні на території Харківської та Катеритнославської губерній. З 2.06.1918 командир Окремої Запорізької дивізії Української Держави. З 10.07.1918 командир 31-го піхотного Черкаського полку 11-ї пішої дивізії 6-го Полтавського корпусу. На початку 1919 р. виїхав до Австрії.
- О. О. Загродський, сотник, (з 16.11.1918).

- Начальники штабу:

- Церетелі І. Ф. начальник штабу, полковник, (08.06-на 21.11 - 1918 р.).

## Капелани Дивізії
- Матеюк Антоній
- Маринич Микола Агафонович
- Волкович Анатолій Васильович